# (76) Freia
(76) Freia ist ein Asteroid jenseits des äußeren Hauptgürtels, der am 21. Oktober 1862 vom deutsch-dänischen Astronomen Heinrich Louis d’Arrest an der Sternwarte Kopenhagen entdeckt wurde. Es war seine einzige Asteroidenentdeckung.
Der Asteroid wurde benannt nach Freya, der nordischen Göttin der Liebe und Schönheit.
(76) Freia wird zwar zu den Hauptgürtelasteroiden gezählt, bewegt sich aber außerhalb der Hecuba-Lücke und ist damit ein Mitglied der Cybele-Gruppe.

## Wissenschaftliche Auswertung
Aus Ergebnissen der IRAS Minor Planet Survey (IMPS) wurden 1992 erstmals Angaben zu Durchmesser und Albedo für zahlreiche Asteroiden abgeleitet, darunter auch (76) Freia, für die damals Werte von 183,7 km bzw. 0,04 erhalten wurden. Eine Auswertung von Beobachtungen durch das Projekt NEOWISE im nahen Infrarot führte 2011 zu vorläufigen Werten für den Durchmesser und die Albedo im sichtbaren Bereich von 158,6 km bzw. 0,05. Ein Vergleich von Daten, die von 1978 bis 2011 an der Sternwarte Ondřejov in Tschechien und am Table Mountain Observatory in Kalifornien gesammelt wurden, mit den Daten von NEOWISE führte 2012 zu einer Korrektur der Werte für den Durchmesser und die Albedo auf 158,4 km bzw. 0,05. Nach neuen Messungen mit NEOWISE wurden die Werte 2014 auf 145,4 km bzw. 0,06 korrigiert. Nach der Reaktivierung von NEOWISE im Jahr 2013 und Registrierung neuer Daten wurden die Werte 2015 zunächst mit 148,5 km bzw. 0,05 angegeben und dann 2016 korrigiert zu 186,1 km bzw. 0,04, diese Angaben beinhalten aber alle hohe Unsicherheiten. Aus einer Auswertung von sechs Sternbedeckungen konnte in einer Untersuchung von 2020 ein Durchmesser von 172 ± 10 km bestimmt werden.
Photometrische Beobachtungen von (76) Freia fanden erstmals statt vom 23. Oktober bis 3. Dezember 1981 am Table Mountain Observatory in Kalifornien. Eine erste Auswertung der aufgezeichneten Lichtkurve führte zu einer Abschätzung der Rotationsperiode des Asteroiden von 9,79 h. Allerdings führte eine neue Messung vom 1. bis 5. März 1984 am La-Silla-Observatorium in Chile zu einer etwas längeren Periode von 9,98 h. Daraufhin erfolgte eine Neubewertung der Daten von 1981, was nun zu einer Zurückweisung des damals abgeleiteten Werts und einer Korrektur der Rotationsperiode zu 9,972 h führte.

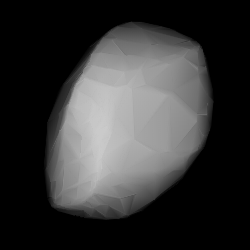
Berechnetes 3D-Modell von (76) Freia

Neue photometrische Beobachtungen des Asteroiden erfolgten am 1. und 13. November 1994 am Pic-du-Midi-Observatorium in Frankreich. Es konnte eine Rotationsperiode von 9,96 h festgestellt werden. Eine Beobachtung vom 18. bis 27. Dezember 1994 an der Automated Telescope Facility der University of Iowa führte zu einem Wert von 9,99 h. Photometrische Beobachtungen vom 27. September bis 24. Dezember 2000 in der Ukraine an der Außenstelle Tschuhujiw des Charkiw-Observatoriums und am Krim-Observatorium in Simejis führten zu einer Bestimmung der Rotationsperiode von 9,973 h. Erneute Beobachtungen erfolgten dann vom 8. bis 12. Dezember 2008 an der Goat Mountain Astronomical Research Station (GMARS) in Kalifornien. Aus der Lichtkurve konnte eine Rotationsperiode von 9,969 h abgeleitet werden. Unter Einbeziehung früherer Messungen konnten am Palmer Divide Observatory in Colorado außerdem zwei alternative Möglichkeiten für die räumliche Lage der Rotationsachse mit prograder Rotation angegeben und ein Gestaltmodell des Asteroiden erstellt werden.
Neue Lichtkurven des Astronomischen Observatoriums der Adam-Mickiewicz-Universität in Polen aus dem Zeitraum 2002 bis 2009 und solche des South African Astronomical Observatory (SAAO) in Südafrika vom April 2010 ermöglichten die Bestimmung einer Rotationsperiode von 9,97306 h sowie von zwei alternativen Rotationsachsen mit prograder Rotation und Gestaltmodellen. Aus dem Vergleich mit Daten von Sternbedeckungen wurden Werte für den Durchmesser von 167 ± 19 km abgeleitet. Die Auswertung von 57 vorliegenden Lichtkurven und zusätzlichen Daten der Lowell Photometric Database ermöglichte dann in einer Untersuchung von 2016 erneut die Erstellung eines Gestaltmodells für den Asteroiden und die Angabe zwei alternativer Positionen der Rotationsachse mit prograder Rotation und einer Periode von 9,97306 h.
Zwischen 2012 und 2018 wurden mit der All-Sky Automated Survey for Supernovae (ASAS-SN) auch photometrische Daten von 20.000 Asteroiden aufgezeichnet. Auf mehr als 5000 davon konnte erfolgreich die Methode der konvexen Inversion angewendet werden, darunter auch (76) Freia, für die in einer Untersuchung von 2021 ein verbessertes dreidimensionales Gestaltmodell für zwei alternative Rotationsachsen mit retrograder Rotation und einer Periode von 9,9731 h berechnet wurde.
Abschätzungen von Masse und Dichte für den Asteroiden (76) Freia aufgrund von gravitativen Beeinflussungen auf Testkörper hatten in einer Untersuchung von 2012 nur zu sehr unsicheren Ergebnissen geführt. Am 16. März 1977 erfolgte eine enge Annäherung zwischen (76) Freia und dem Asteroiden (10383) 1996 SR7 bis auf etwa 99.500 km bei einer Relativgeschwindigkeit von 5,2 km/s. Es wurde vorgeschlagen, zur genaueren Bestimmung der Masse der größeren (76) Freia astrometrische Messungen dieses Ereignisses auszuwerten. Dies ermöglichte in einer Untersuchung von 2017 die Bestimmung der Masse von (76) Freia mit zwei Methoden zu etwa 4,2·1018 kg bzw. 4,4·1018 kg.

## Asteroidenpaar
(76) Freia bildet mit dem Asteroiden (1692) Subbotina ein quasi-complanares Asteroidenpaar. Sie besitzen relativ ähnliche Bahnelemente und bewegen sich nahezu in der gleichen Bahnebene, allerdings ist die Bahn von (76) Freia deutlich größer und ihre Apsidenlinien sind stark gegeneinander verdreht. (1692) Subbotina besitzt eine wesentlich kürzere Umlaufzeit um die Sonne als (76) Freia, so dass sie diese etwa alle 18 Jahre überholt. In den 1000 Jahren um die derzeitige Epoche herum kommen sich die beiden Körper aber nicht näher als 3 Mio. km.